# Juan Gualberto Gómez internationella flygplats
Juan Gualberto Gómez internationella flygplats är en flygplats i Kuba.   Den ligger i kommunen Municipio de Matanzas och provinsen Matanzas, i den nordvästra delen av landet, 100 km öster om huvudstaden Havanna. Juan Gualberto Gómez internationella flygplats ligger 64 meter över havet.